# دوري جزر كوك لكرة القدم 2006
دوري جزر كوك لكرة القدم 2006 (بالإنجليزية: 2006 Cook Islands Round Cup)‏ هو موسم من دوري جزر كوك لكرة القدم. فاز فيه Nikao Sokattak F.C. ‏.